# SV Grödig
Maillots
Le SV Grödig est un club de football autrichien basé à Grödig, dans le Land de Salzbourg.
Champion d'Autriche de D2 en 2013, l'équipe d'Adolf Hütter se qualifie dès la saison suivante pour la Ligue Europa 2014-2015.

## Palmarès
- Championnat d'Autriche de deuxième division
  - Champion : 2013